# Kurt Eisenblätter
Kurt Eisenblätter est un mime sourd allemand, né le 3 février 1929 à Berlin[réf. nécessaire] et mort le 4 juillet 2017. Connu dans la communauté sourde en Allemagne, il a témoigné dans le documentaire français Témoins sourds, témoins silencieux de Brigitte Lemaine et Stéphane Gatti sur la situation des sourds allemands durant la période du Troisième Reich et de la Seconde Guerre mondiale.

## Biographie

### Famille
Son père est gardien d'un zoo et sa mère est femme de manège. Kurt Eisenblätter a une sœur et un frère, tous deux sourds comme lui.

### Sous la Troisième Reich
Kurt Eisenblätter est témoin de la nuit de Cristal. Étant donné que son père est communiste, un soir, la Gestapo entre et fouille la maison familiale : l'un des agents réveille Kurt et découvre une cachette de tracts de son père qui, pour cette raison, recevra un coup de poing au visage — selon Kurt. Sa mère, choquée par la violence, s'évanouit. Finalement, le père est déporté, en tant que prisonnier politique d'où il n'est jamais revenu.
Bien que son frère et sa sœur aient été stérilisés à la suite de la Loi allemande, Kurt est accompagné par sa mère à la frontière de la Pologne pour en échapper justement.
Le 3 février 1945, le jeune homme est tourneur à Berlin avec d'autres Allemands, des sourds et des prisonniers étrangers. Ce jour-là, le bombardement américain a lieu sur la ville : les ouvriers et Kurt se réfugient dans un abri de deux salles séparées. Les sourds et Kurt se regroupent avec les prisonniers étrangers, loin des Allemands et des Nazis. Les prisonniers ont protégé les sourds dans cet abri qui tremblait tellement que des piliers tombaient et ce bombardement fait 20 000 morts, raconte-il dans Témoins sourds, témoins silencieux.

### Après-guerre
Ayant échappé à la stérilisation et à la mort, Kurt Eisenblätter, alors mime, joue des rôles muets[réf. souhaitée]. Il a également participé au troisième congrès de la Fédération mondiale des sourds à Wiesbaden, Allemagne de l'Ouest.
Le matin du 4 juillet 2017, il est décédé.

## Vie privée
En 1961, Kurt Eisenblätter se marie à Gertrud Eisenblätter à Berlin-Est avec qui il a deux enfants : un garçon, Wolfram, né en 1962 et une fille, Susanne, en 1966.

## Distinctions et récompenses
- Médaille du mérite dans l'art populaire artistique de la République démocratique allemande (de)
- Prix Jean G. Deburau, 1981.
- Prix de la culture par l'Association des sourds d'Allemagne[8], 2008[9].